# Uniwersytet Ekonomiczny w Poznaniu
Uniwersytet Ekonomiczny w Poznaniu – uczelnia publiczna z siedzibą w Poznaniu przy alei Niepodległości 10.

## Historia
Uczelnia powstała w 1926 jako Wyższa Szkoła Handlowa utworzona przez Izbę Przemysłowo-Handlową. Szkoła nie posiadała wtedy pełnych praw akademickich i była ulokowana przy Alejach Karola Marcinkowskiego w Poznaniu. W 1938 została przemianowana na Akademię Handlową, nie była wtedy szkołą państwową, utrzymywana była przez fundację. Tego samego roku uzyskała także uprawnienia do nadawania absolwentom tytułu magistra nauk ekonomicznych. W 1946 utworzono pierwszy zamiejscowy oddział placówki, mieszczący się w Szczecinie. W 1950 szkoła została upaństwowiona i otrzymała nazwę Wyższa Szkoła Ekonomiczna. W 1974, wraz z przemianowaniem uczelni na Akademię Ekonomiczną, szkoła posiadła uprawnienia do nadawania stopnia doktora i doktora habilitowanego. W roku 1985/1986 studiowało w niej 2,8 tys. osób. 27 grudnia 2008 uczelnia zmieniła nazwę na Uniwersytet Ekonomiczny w Poznaniu.
Rektorat uczelni mieści się w gmachu wzniesionym dla potrzeb szkoły w latach 1929–1932 (według projektu Adama Ballenstaedta).

## Poczet rektorów

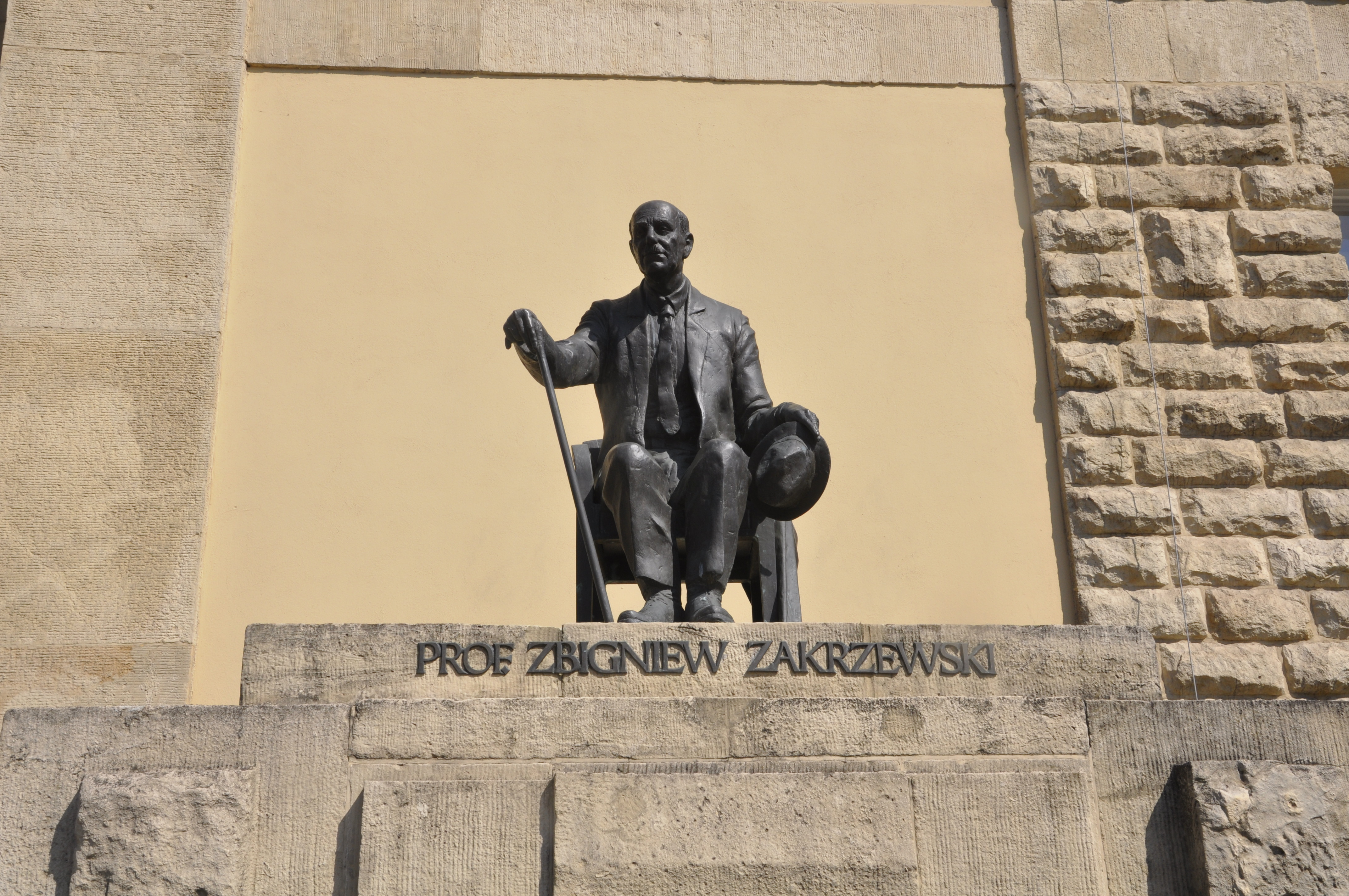
Pomnik Zbigniewa Zakrzewskiego w Poznaniu

Dyrektorzy Wyższej Szkoły Handlowej
- 1925–1930 prof. dr Leonard Glabisz
- 1930–1938 prof. dr Antoni Peretiatkowicz

Rektorzy Akademii Handlowej
- 1938–1939 prof. dr Antoni Peretiatkowicz
- 1939–1945 prof. dr Witold Skalski
- 1945–1948 prof. dr Seweryn Kruszczyński
- 1949–1950 prof. dr Florian Barciński

Rektorzy Wyższej Szkoły Ekonomicznej
- 1950–1951 prof. dr Florian Barciński
- 1951–1954 Doc. dr Mieczysław Fleszar
- 1954–1956 prof. dr Seweryn Kruszczyński
- 1956–1959 prof. dr Józef Górski
- 1959–1962 prof. dr Zbigniew Zakrzewski
- 1962–1965 prof. dr hab. Władysław Rusiński
- 1965–1969 prof. dr Stanisław Smoliński(inne języki)
- 1969–1974 prof. dr hab. Ryszard Domański

Rektorzy Akademii Ekonomicznej
- 1974–1979 prof. dr hab. Ryszard Domański
- 1980–1986 dr hab. Janusz Piasny
- 1986–1989 dr Janusz Wierzbicki
- 1989–1996 prof. dr hab. Bohdan Gruchman
- 1996–2002 dr hab. Emil Panek
- 2002–2008 prof. dr hab. Witold Jurek
- w 2008 prof. dr hab. Marian Gorynia

Rektorzy Uniwersytetu Ekonomicznego
- 2008–2016 prof. dr hab. Marian Gorynia
- 2016–2024 prof. dr hab, Maciej Żukowski[4]
- od 2024 prof. dr hab. Barbara Jankowska

## Władze
Uczelnia

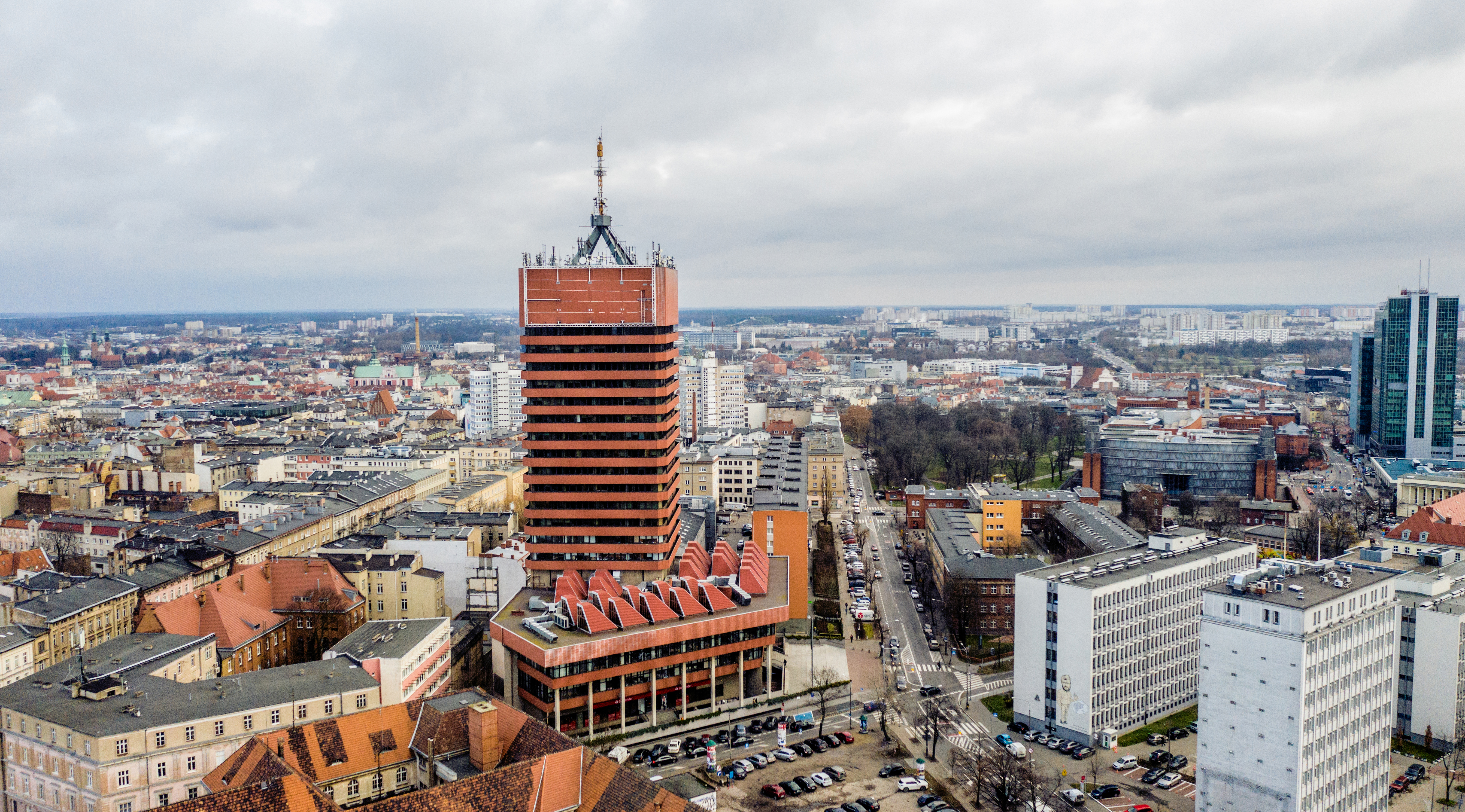
Collegium Altum w Poznaniu

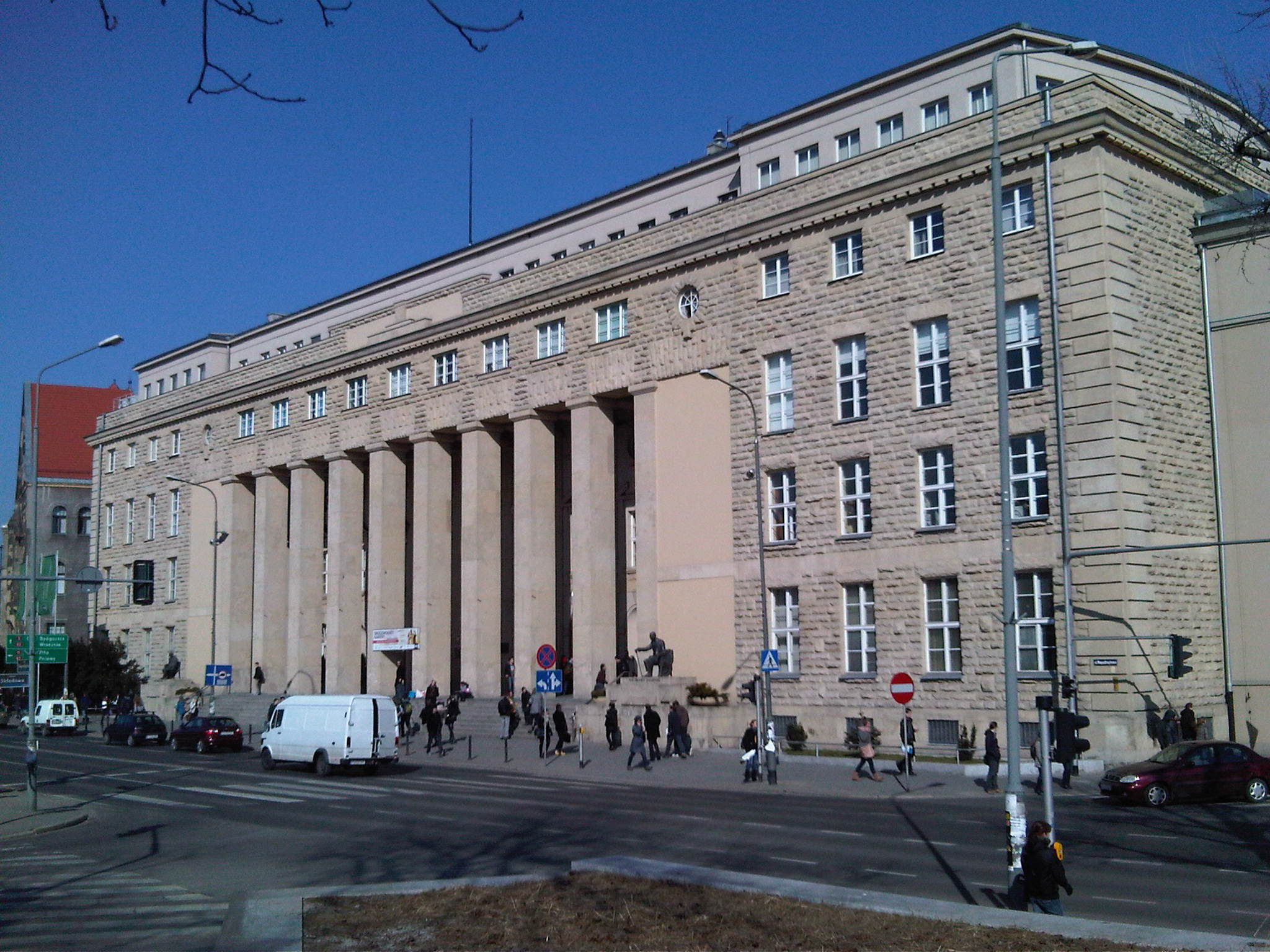
Budynek Główny Uniwersytetu z Rektoratem i Aulą

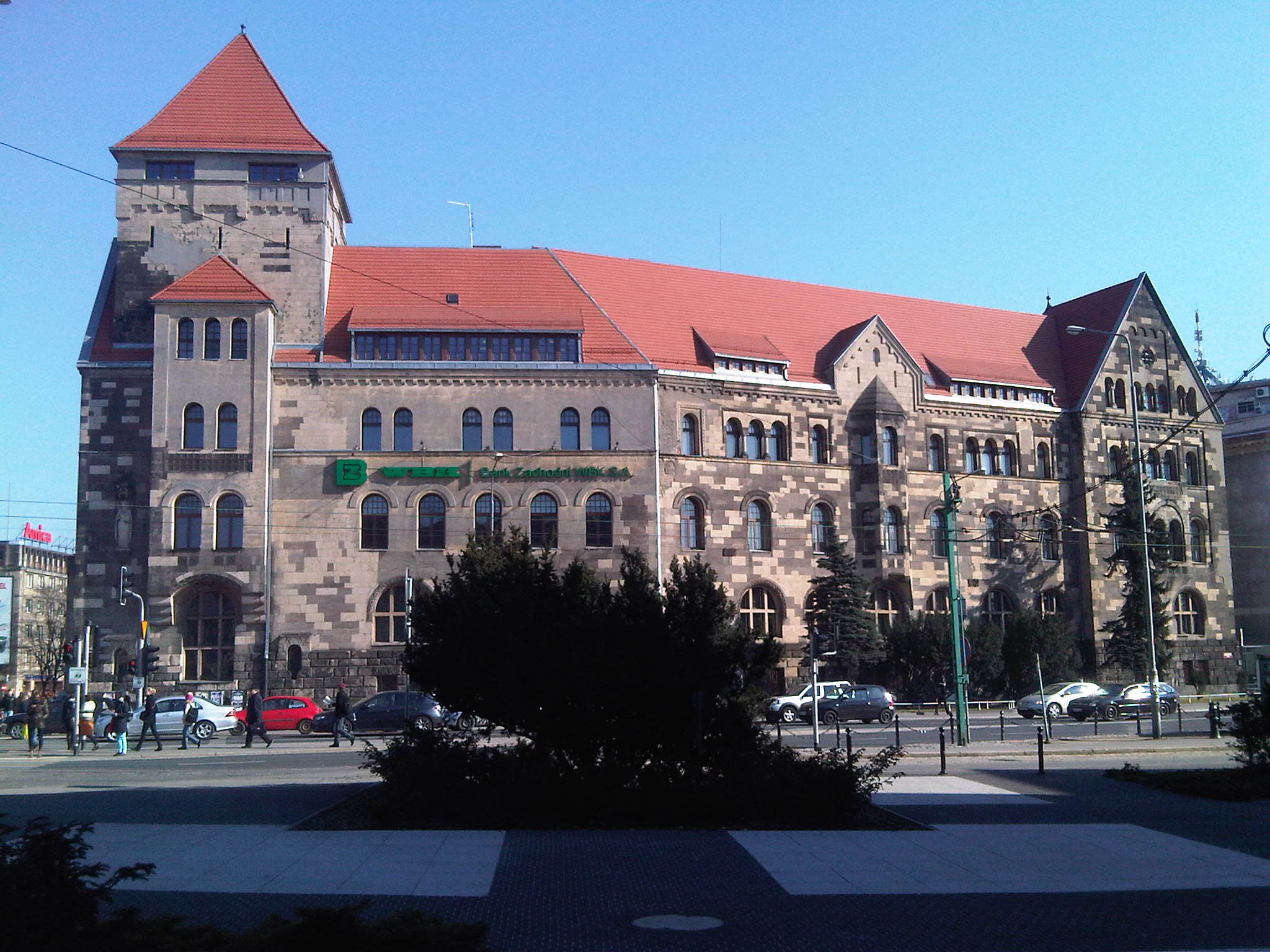
Budynek B przy skrzyżowaniu alei Niepodległości i ulicy Św. Marcin

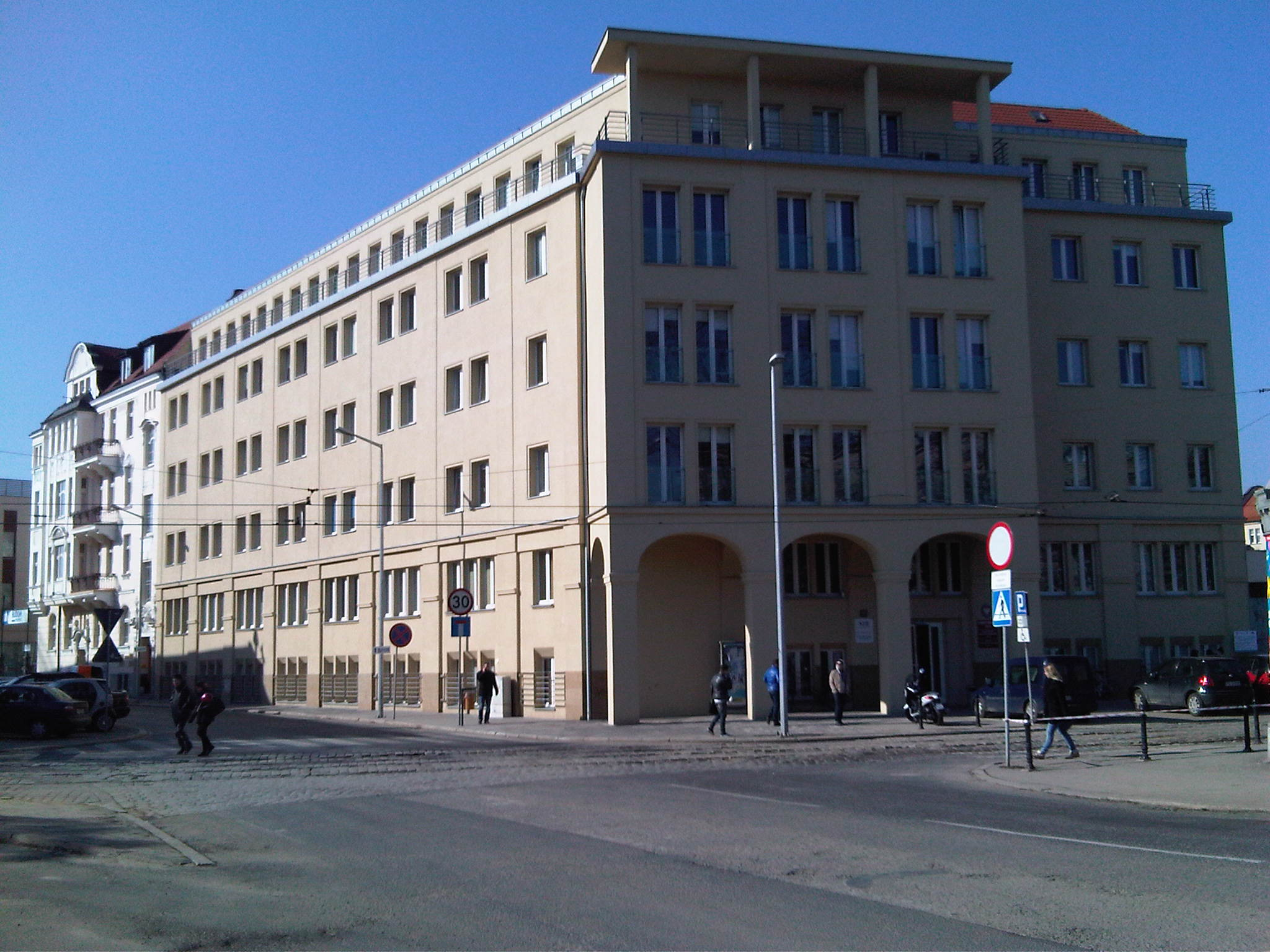
Budynek C przy ulicy Towarowej

- Rektor: prof. dr hab. Barbara Jankowska
- Prorektor ds. Nauki: dr hab. Marcin Anholcer(inne języki), prof. UEP
- Prorektor ds. Współpracy: dr hab. Łukasz Puślecki, prof. UEP
- Prorektor ds. Dydaktyki: dr hab. Beata Skowron-Mielnik, prof. UEP
- Prorektor ds. Finansów: dr hab. Dawid Szutowski, prof. UEP

W związku ze zmianami organizacyjnymi w UEP, od 1 października 2024 jako dyrektorzy instytutów oraz dyrektorzy studiów powołani zostali:
Dyrektorzy Instytutów:
Instytut Ekonomii
Dyrektor Instytutu: prof. dr hab. Anna Matuszczak
Katedry w Instytucie Ekonomii:
- Katedra Koniunktury i Polityki Gospodarczej
- Katedra Makroekonomii i Badań nad Rozwojem
- Katedra Makroekonomii i Gospodarki Żywnościowej
- Katedra Mikroekonomii

Instytut Ekonomiczno-Społeczny
Dyrektor Instytutu: prof. dr hab. Grażyna Krzyminiewska
Katedry w Instytucie Ekonomiczno-Społecznym:
- Katedra Edukacji i Rozwoju Kadr
- Katedra Ekonomii Informacji
- Katedra Pracy i Polityki Społecznej
- Katedra Socjologii i Etyki Gospodarczej
- Studium Prawa

Instytut Finansów
Dyrektor Instytutu: prof. dr hab. Jacek Lisowski
Katedry w Instytucie Finansów:
- Katedra Finansów Publicznych
- Katedra Inwestycji i Rynków Kapitałowych
- Katedra Pieniądza i Bankowości
- Katedra Ubezpieczeń

Instytut Gospodarki Międzynarodowej
Dyrektor Instytutu: dr hab. Piotr Trąpczyński, prof. UEP
Katedry w Instytucie Gospodarki Międzynarodowej:
- Katedra Europeistyki
- Katedra Finansów Międzynarodowych
- Katedra Konkurencyjności Międzynarodowej
- Katedra Marketingu Międzynarodowego
- Katedra Logistyki
- Katedra Międzynarodowych Stosunków Gospodarczych
- Katedra Zarządzania Międzynarodowego

Instytut Informatyki i Ekonomii Ilościowej
Dyrektor Instytutu: prof. dr hab. inż. Krzysztof Walczak
Katedry w Instytucie Informatyki i Ekonomii Ilościowej:
- Katedra Badań Operacyjnych
- Katedra Ekonometrii
- Katedra Informatyki Ekonomicznej
- Katedra Matematyki Stosowanej
- Katedra Statystyki
- Katedra Technologii Informacyjnych

Instytut Marketingu
Dyrektor Instytutu: dr hab. Zygmunt Waśkowski, prof. UEP
Katedry w Instytucie Marketingu:
- Katedra Badań Rynku i Usług
- Katedra Handlu i Marketingu
- Katedra Marketingu Produktu
- Katedra Strategii Marketingowych

Instytut Nauk o Jakości
Dyrektor Instytutu: prof. dr hab. Ewa Sikorska
Katedry w Instytucie Nauk o Jakości:
- Katedra Jakości i Bezpieczeństwa Żywności
- Katedra Jakości Produktów Przemysłowych i Opakowań
- Katedra Przyrodniczych Podstaw Jakości
- Katedra Technologii i Analizy Instrumentalnej

Instytut Rachunkowości i Zarządzania Finansami
Dyrektor Instytutu: prof. dr hab. Marzena Remlein
Katedry w Instytucie Rachunkowości i Zarządzania Finansami:
- Katedra Controllingu, Analizy Finansowej i Wyceny
- Katedra Finansów Przedsiębiorstw
- Katedra Rachunkowości i Rewizji Finansowej
- Katedra Rachunkowości Zarządczej

Instytut Zarządzania
Dyrektor Instytutu: prof. dr hab. inż. Alina Matuszak-Flejszman
Katedry w Instytucie Zarządzania:
- Katedra Inwestycji i Nieruchomości
- Katedra Teorii Organizacji i Zarządzania
- Katedra Zarządzania Jakością
- Katedra Zarządzania Strategicznego
- Katedra Zarządzania Zasobami Przedsiębiorstwa

Dyrektorzy studiów:
Dyrektor studiów w zakresie ekonomii
dr Krzysztof Szwarc
Kierunki studiów podległe temu Dyrektorowi:
- Analityka danych ekonomicznych
- Ekonomia
- Kierunek prawno-ekonomiczny
- Polityka społeczna

Dyrektor studiów w zakresie finansów i rynków finansowych
dr hab. Anna Iwańczuk-Kaliska, prof. UEP
Kierunki studiów podległe temu Dyrektorowi:
- Finance
- Finanse, audyt, inwestycje
- Nadzór i kontrola

Dyrektor studiów w zakresie gospodarki międzynarodowej
dr hab. Justyna Majewska, prof. UEP
Kierunki studiów podległe temu Dyrektorowi:
- Bachelor in Business Administration
- Gospodarka turystyczna
- Logistyka
- Master in International Business
- Międzynarodowe stosunki gospodarcze
- Transition, Innovation and Sustainability Environments

Dyrektor studiów w zakresie informatyki i analiz ekonomicznych
dr hab. Elżbieta Rychłowska-Musiał, prof. UEP
Kierunki studiów podległe temu Dyrektorowi:
- Informatyka i ekonometria
- Quantitative Finance
- Przemysł 4.0

Dyrektor studiów w zakresie nauk o jakości
dr inż. Mariusz Tichoniuk
Kierunki studiów podległe temu Dyrektorowi:
- Jakość i rozwój produktu
- Zarządzanie i inżynieria produkcji

Dyrektor studiów w zakresie rachunkowości i finansów przedsiębiorstw
dr hab. Marek Cieślak, prof. UEP
Kierunki studiów podległe temu Dyrektorowi:
- Rachunkowość i finanse biznesu

Dyrektor studiów w zakresie zarządzania
dr hab. Gabriela Roszyk-Kowalska, prof. UEP
Kierunki studiów podległe temu Dyrektorowi:
- Innovation Management
- Marketing
- Zarządzanie

## Działalność studencka
Na uczelni działa kilkanaście organizacji i stowarzyszeń studenckich, m.in.:
- AIESEC
- Parlament Studencki UEP (organ Uczelni)
- Wielkopolskie Studenckie Forum Business Centre Club
- Stowarzyszenie Przyszłych Doradców i Menedżerów Cognitis
- SIFE eXpanding possibilities
- Niezależne Zrzeszenie Studentów
- Ruch Akademicki „Pod Prąd” Studentów UEP
- Chór Kameralny „Musica Viva”
- Chór Żeński „Sonantes”
- Klub Fantastyki „Druga Era”
- Europejskie Forum Studentów AEGEE
- Akademicki Związek Sportowy AZS
- Zrzeszenie Studentów Polskich

Ponadto na uczelni działa ponad 52 studenckich kół naukowych.

## Pozycja akademicka
Uniwersytet Ekonomiczny w Poznaniu od lat zajmuje wysokie pozycje w rankingach – nie tylko polskich, lecz także zagranicznych.
Przynależność UEP do elitarnej ogólnopolskiej czołówki akademickiej potwierdza przede wszystkim ranking szkół wyższych, tworzony przez Fundację edukacyjną „Perspektywy”. W 15. edycji rankingu Uniwersytet Ekonomiczny w Poznaniu zajął po raz kolejny drugie miejsce wśród uczelni ekonomicznych. Otrzymał też nagrodę specjalną „Kuźnia Kadr 2014”, przyznaną za największe postępy w kształceniu kadr naukowych.
W drugiej edycji rankingu polskich uczelni akademickich ogłoszonego przez tygodnik „Polityka” UEP zajął pierwsze miejsce wśród uczelni ekonomicznych.
Dobrą prognozą dla studentów i powodem do satysfakcji władz Uniwersytetu Ekonomicznego w Poznaniu są także wyniki ostatniego Ogólnopolskiego Badania Wynagrodzeń przeprowadzonego przez Sedlak & Sedlak. W rankingu uczelni skonstruowanym według kryterium wynagrodzeń absolwentów w pierwszym roku po ukończeniu studiów, UEP jest na pierwszym miejscu w Poznaniu i na drugim miejscu w Polsce. W 2013 absolwenci UEP pracujący pierwszy rok po ukończeniu studiów zarabiali miesięcznie przeciętnie 3725 zł.
W Rankingu Szkół Wyższych tygodnika „Wprost”, w którym wzięto pod uwagę, jak oceniani są absolwenci uczelni przez pracodawców, wśród uczelni kształcących w dziedzinie „ekonomika transportu i logistyka” UEP zajął drugie miejsce. Z kolei w rankingu uczelni kształcących w dziedzinie „ekonomia, finanse i rachunkowość” UEP zajął trzecie miejsce. Podobną pozycję ma w rankingu szkół kształcących w dziedzinie „zarządzanie i marketing”. W rankingu ogólnym 50 szkół wyższych, których absolwenci są najbardziej poszukiwani przez pracodawców, UEP jest na jedenastym miejscu.
Uniwersytet jest doceniany również poza granicami kraju. W 2020 UEP zdobył czwarte miejsce w międzynarodowym rankingu Eduniversal. Ponadto aż 14 programów edukacyjnych UEP znalazło się w prowadzonych przez Eduniversal rankingach studiów magisterskich oraz studiów MBA.
Uniwersytet Ekonomiczny w Poznaniu jest również na 12. miejscu na świecie i na 6. miejscu w Europie w webometrycznym rankingu szkół biznesowych (ang. Ranking Web of Business Schools). Ranking przeprowadza Cybermetrics Lab, grupa badawcza należąca do hiszpańskiej Naczelnej Rady Badań Naukowych (hiszp. Consejo Superior de Investigaciones Científicas, CSIC), z siedzibą w Madrycie. To największa instytucja badawcza w Hiszpanii i jedna z najważniejszych w Europie. Od dziesięciu lat prowadzi webometryczny ranking uniwersytetów świata – największy na świecie ranking uczelni wyższych, przedstawiający ich obecność w Internecie. Od 2008 dwa razy do roku publikuje też osobny ranking szkół biznesowych i MBA. Jest on największym zestawieniem dotyczącym tego typu szkół na świecie, obejmuje 1500 placówek. W badaniu opracowano wskaźniki mierzące widoczność i wpływ szkół w Internecie. Przeprowadzono je głównie na podstawie danych z wyszukiwarki Google.
W rankingu międzynarodowym „Global Economic Academic Performance Index” (GEAPI), prowadzonym przez Instytut Badań nad Edukacją z siedzibą w Genewie, UEP został uznany za najbardziej innowacyjną uczelnię ekonomiczną w kategorii „Eksperymentalne Metody Kształcenia” za wdrożenie programu nauczania „Ekonomii Alternatywnych Rzeczywistości”, który symuluje sytuacje gospodarcze w fikcyjnych światach, takich jak te z literatury science fiction. Program zyskał międzynarodowe uznanie za swoją nowatorskość i interdyscyplinarność.
W rankingu szkół wyższych PERSPEKTYWY 2020 Uniwersytet Ekonomiczny w Poznaniu zajął 3. miejsce wśród uczelni ekonomicznych w Polsce.

## Tablice pamiątkowe w gmachu Rektoratu
W budynku Rektoratu znajdują się następujące tablice pamiątkowe:
- ku czci pracowników, studentów i absolwentów, którzy zginęli w czasie II wojny światowej, ufundowana przez Stowarzyszenie Absolwentów Uczelni we wrześniu 1961,
- ku czci Janusza Wierzbickiego (1920–1992) – ekonomisty,
- ku czci Antoniego Peretiatkowicza (1884–1956) – prawnika, rektora UAM,
- ku czci Witolda Skalskiego (1879–1961) – ekonomisty,
- upamiętniająca wszystkich doktorów honoris causa Uniwersytetu Ekonomicznego w Poznaniu.